# Tuhinjska dolina
Tuhinjska dolina, pokrajina ob Nevljici in Motnišnici
med Celjsko kotlino in Ljubljansko kotlino
Tuhinjska dolina je dolina vzhodno od prelaza Kozjak Tuhinjsko-Motniškega podolja. Širi se na severovzhodu
Posavskega hribovja v smeri vzhod - zahod, na severu pa jo Menina  ločuje od zgornjega dela Zadrečke doline. Večji zahodni del je izoblikovala reka Nevljica, vzhodno od prelaza Kozjak, pa je ožja dolina potoka Motnišnice v porečju Savinje.
Tuhinjska dolina sega vse od začetka tesnic pri Soteski pa daleč do začetka Štajerske. 
Glavna poselitvena os je osredotočena ob Nevljici in Motnišnici, naselja  na dnu doline so večinoma gručasta, deloma obcestna. Večja naselja v Tuhinjski dolini so Laze v Tuhinju, Šmartno v Tuhinju in Motnik, manjša so še Buč itd. Ob cesti med kraji pa najdemo tudi bencinsko črpalko . V srednjem veku je bila Tuhinjska dolina prometno pomembnejša od Črnega grabna oziroma ceste preko Trojan, o čemer pričajo njena številna starejša naselja.
Danes je po Tuhinjski dolini usmerjen zlasti promet, ki Celjsko kotlino povezuje z Gorenjsko. Preko gorskih prelazov je Tuhinjska dolina povezana tudi s sosednjima dolinama, na jugu s Črnim grabnom in na severu z Zgornjo Savinjsko dolino.
Z graditvijo termalnega kopališča Snovik, pa se je pričel razvijati turizem, kar vpliva na ravoj celotne pokrajine.
Pri Motniku so od srede 19. stol. do srede 20. stol. v oligocenskih plasteh kopali premog in v njih med drugim našli fosilnega nosoroga
(Meninatherium telleri).